# Chyjická stráň
Přírodní památka Chyjická stráň zahrnuje lesní porost na mírném jihozápadním svahu mezi obcemi Chyjice a Dolany v okrese Jičín. Nově byla vyhlášena Nařízením Královéhradeckého kraje č. 9/2013 ze dne 16. září 2013. Účelem je ochrana lesních ekosystémů ve složení blízkém přirozené druhové a věkové skladbě, zachování vhodných podmínek a podpora výskytu vzácných a ohrožených druhů rostlin a živočichů.

## Geologie
Součást levého svahu údolí Mrliny ve východní části geomorfologického celku Jičínská pahorkatina. Podkladem jsou jemnozrnné sedimenty svrchní křídy (coniak), zejména vápnité jílovce s vložkami vápnitých pískovců.

## Květena
Teplomilná dubohabřina mladší věkové kategorie s ojedinělými výstavky starých dubů a bohatým keřovým patrem. Patří ke svazu Carpinion. Rostou zde např. lilie zlatohlávek (Lilium martagon), náprstník velkokvětý (Digitalis grandiflora), vemeník dvoulistý (Platanthera bifolia), lýkovec jedovatý (Daphne mezereum), barvínek menší (Vinca minor), jaterník trojlaločný (Hepatica nobilis), dymnivka dutá (Corydalis cava), mochna bílá (Potentilla alba), konvalinka vonná (Convallaria majalis), kokořík vonný (Polygonatum odoratum), dymnivka bobovitá (Corydalis intermedia), prorostlík dlouholistý (Bupleurum longifolium) aj.

## Zvířena
Hnízdí zde lesní ptáci, např. hrdlička divoká (Streptopelia turtur), strakapoud velký (Dendrocopos major), lejsek černohlavý (Ficedula hypoleuca), sýkory (Parus spp.), šoupálek dlouhoprstý (Certhia familiaris) aj.